# یه شیون
یه شیون (چینی ساده: 叶诗文; چینی سنتی: 葉詩文; پین‌یین: Yè Shīwén; متولد ۱ مارس، ۱۹۹۶ (میلادی) در هانگژو، چجیانگ) شناگر چینی قهرمان المپیک و جهان است.

## در المپیک لندن
او در جریان بازی‌های المپیک تابستانی ۲۰۱۲ در حالی که ۱۶ سال بیشتر نداشت، در قسمت انفرادی زنان در مادهٔ شنای مختلط ۴۰۰ متر رکوردی را که استفانی رایس، شناگر استرالیایی، در المپیک پکن به جای گذشته بود، ۱ و ۲ دهم ثانیه بهبود بخشید و ۴۰۰ متر را در ۴ دقیقه و ۲۸ ثانیه و ۴۳ صدم ثانیه پشت سر گذشت.

یه شیون در ابتدای مسابقه و در یکصد متر اول در شنای پروانه با زمان ۱:۰۲٫۱۹ دقیقه در مکان پنجم قرار داشت. او در پایان دویست متر و شنای کرال پشت، با رکورد ۲:۱۱٫۷۳ دقیقه خود را تا مقام سوم بالا کشید، سپس در پایان سیصد متر و شنای قورباغه با زمان ۳:۲۹٫۷۵ دقیقه دوم شد و در نهایت در یکصد متر پایانی و شنای کرال از همه پیش افتاد و با ثبت زمان ۴:۲۸٫۴۳ دقیقه قهرمان ۴۰۰ متر مختلط انفرادی بانوان شد.
پس از این‌که شیون در این رقابت‌ها توانست در ۱۰۰ متر پایانی از مردان شناگر در همین رشته سریع‌تر شنا کند، جان لئونارد، مربی تیم شنای ایالات متحدهٔ آمریکا او را به استفاده از داروهای نیروزا متهم کرد. بر طبق گزارش بی‌بی‌سی تمامی برندگان مدال مورد آزمایش دوپینگ قرار می‌گیرند و نتیجهٔ آزمایش دوپینگ شیون منفی بوده‌است.